# Dymaxion-auto

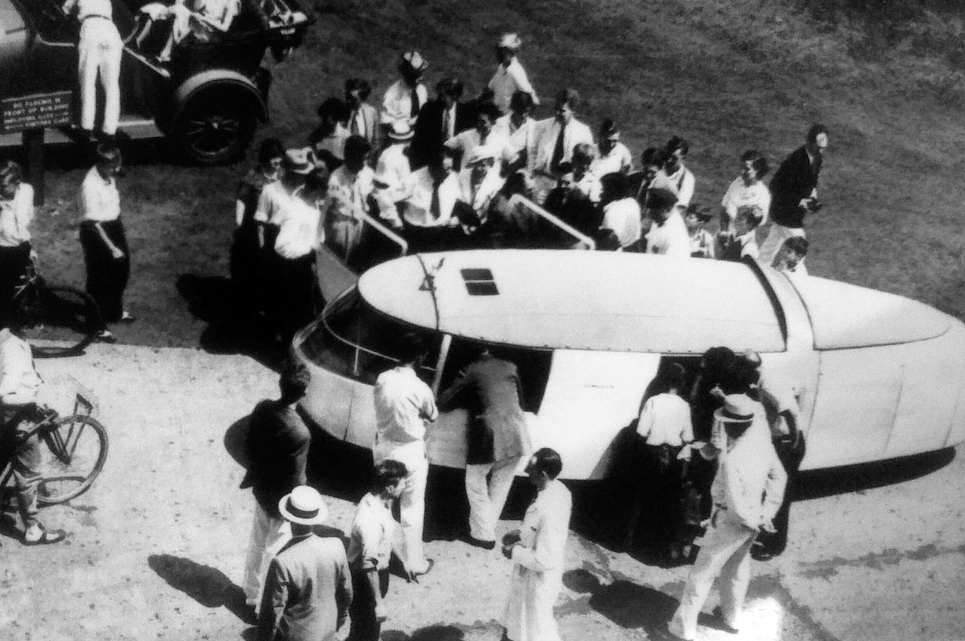
Dymaxion op de Wereldtentoonstelling van 1933 in Chicago

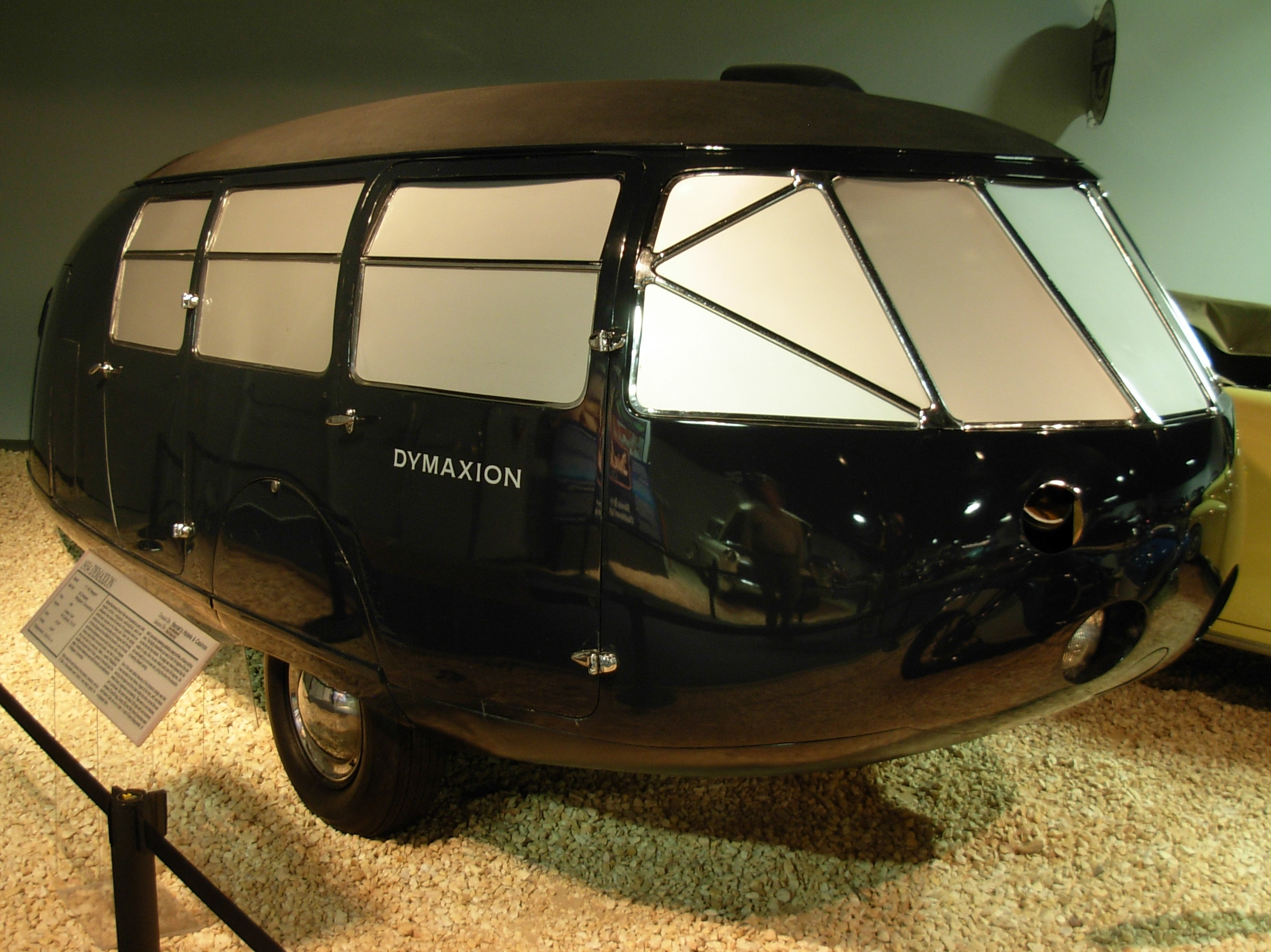
Dymaxion in het National Automobile Museum te Reno

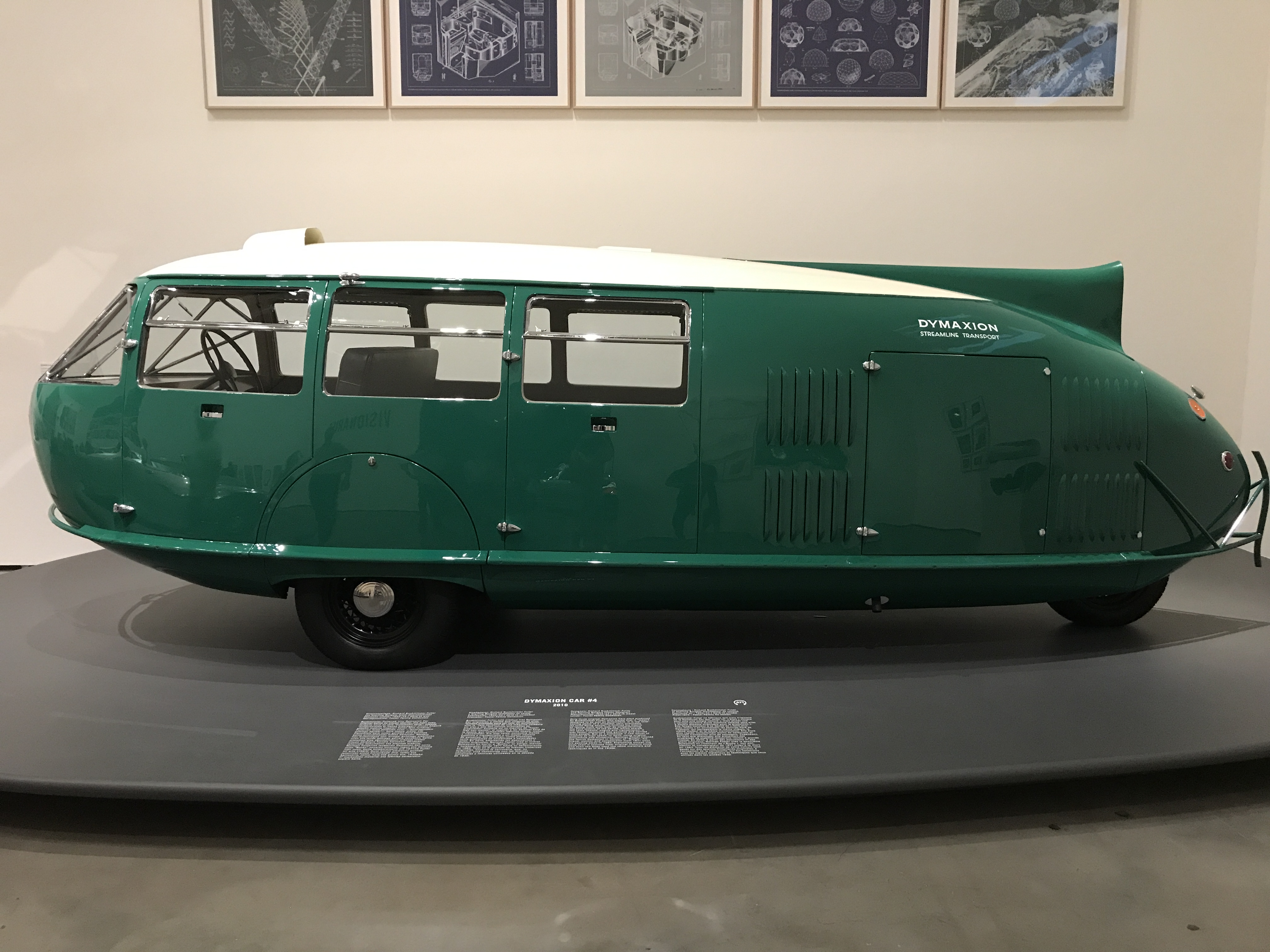
Een van de replica's

De Dymaxion-auto was een ontwerp uit 1933. De auto is ontworpen door de Amerikaanse uitvinder en architect Richard Buckminster Fuller in samenwerking met Starling Burgess. Hij had drie wielen en was bestemd voor het vervoer van personen. Fuller gebruikte het woord Dymaxion, een samentrekking van de woorden dynamic, maximum en tension, omdat hij zijn uitvinding zag als onderdeel van een groter project gericht op het verbeteren van de leefomstandigheden van mensen.
De aerodynamische carrosserie van de Dymaxion resulteerde in een laag brandstofverbruik en een hoge topsnelheid. Hij had een lichtgewicht chassis en V8-Ford motor die aan de achterzijde van het voertuig was gemonteerd. Hij had voorwielaandrijving en drie wielen, waarvan de achterste stuurbaar was en tot 90 graden gedraaid kon worden. Dit betekende een zeer korte draaicirkel: het voertuig kon draaien om de as van de voorwielen. Het brandstofverbruik was ongeveer 7,8 liter per 100 kilometer, dat is 30 mijl per gallon, hetgeen voor die tijd verrassend zuinig was. De wagen kon maximaal elf passagiers vervoeren met snelheden van 120 mijl per uur (193 km/h). Door deze combinatie liet het rijgedrag echter veel te wensen over, zeker bij hoge snelheden en harde wind.
Er zijn drie exemplaren gebouwd. Een voertuig was betrokken bij een ongeval tijdens de Wereldtentoonstelling van 1933 in Chicago. Het voertuig kantelde na een aanrijding. De chauffeur kwam om het leven en de twee passagiers raakten gewond. Autofabrikant Chrysler was geïnteresseerd in het project, maar trok zijn steun in.
Van de drie exemplaren is er slechts een behouden. Deze behoort tot de collectie van het National Automobile Museum in Reno in de Amerikaanse staat Nevada. Er zijn ook twee replica's gebouwd.